# Prix suisses de danse
Les prix suisses de danse, sont des distinctions créées en 2012 par la Confédération, comme mesure d'encouragement au monde de la danse. Les prix sont décernés par le jury fédéral de la danse, en collaboration avec l'office fédéral de la culture (OFC). Elles ont été décernés tous les deux entre 2013 et 2019 . En 2021, ces distinctions sont intégrées aux Prix suisses des arts de la scène. 

## Histoire
Ce prix a été créé comme soutien fédéral à la danse, introduit en 2012 comme mesure de la loi fédérale d'encouragement à la culture (LEC).
Il s'inscrit dans la continuité du Prix suisse de danse et de chorégraphie (2002-2011) qu'il remplace. La Confédération ayant repris le soutien au domaine de la danse à travers les prix, avec la LEC.
La première cérémonie de ces prix a eu lieu au Théâtre équilibre de Fribourg en 2013 et se déroule tous les deux ans.

## Principe
Le Jury fédéral de la danse décerne un grand prix suisse de danse ainsi qu'un prix spécial de danse, chacun doté de 40 000 francs. Il existe également une distinction pour danseuse exceptionnelle et danseur exceptionnel dotée de 25 000 francs chacune.

## Liste des prix et lauréats

### Grand prix suisse de danse
- 2013 : Martin Schläpfer
- 2015 : Gilles Jobin
- 2017 : Noemi Lapzeson
- 2019 : La Ribot[7]

### Prix spécial de danse
- 2013 : Théâtre Sévelin 36 https://theatresevelin36.ch/fr/
- 2015 : Claude Ratzé/ADC Genf
- 2017 : AIEP Avventure in Elicottero Prodotti
- 2019 : Dominique Martinoli

### Danseuse exceptionnelle et danseur exceptionnel
- 2013 : Yen Han et Frédéric Gafner
- 2015 : Simone Aughterlony et Ioannis Mandafounis
- 2017 : Marthe Krummenacher et Tamara Bacci
- 2019 : Marie-Caroline Hominal et Édouard Hue

### June Johnson Dance Price
- 2019 : Unplush de Marion Zurbach
- 2017 : Hyperion – Higher States Part 2 - Antibodies de Kiriakos Hadjiioannou
- 2015 : Requiem for a Piece of Meat de Daniel Hellmann
- 2013 : Dark Side of the Moon d'Anna Anderegg

### Concours suisse de danse / créations actuelles
- 2013 : 
  - Sideways Rain, Guilherme Botelho
  - From B to B, Thomas Hauert et Àngels Margarit
  - Disabled Theater, Jérôme Bel
  - Diffraction, Cindy Van Acker
- 2015 : 
  - Souffle, Brigitte Meuwly et Antonio Bühler
  - Requiem, Nanine Linning
  - Bits C 128Hz, Béatrice Goetz
  - Orthopädie or to Be, Kilian Haselbeck et Meret Schlegel
- 2017 : 
  - Creature, József Trefeli et Gábor Varga
  - iFeel3, Marco Berrettini
  - Inaudible, Thomas Hauert
  - Le Récital des posture, Yasmine Hugonnet
- 2019 : 
  - Flow, Compagnie Linga & Keda
  - Hate Me, Tender, Teresa Vittucci
  - Speechless Voices, Compagnie Greffe/Cindy Van Acker
  - Vicky setzt Segel, Company Mafalda/Teresa Rotemberg